# 천회 (금)
천회(天會, 1123년 9월 ~ 1137년)는 금나라 태종(太宗) 완안 성(完顔 晟)의 연호이다. 14년 3개월 가량 사용하였다. 태종(太宗)이 죽고 난 후에 희종(熙宗)이 천권으로 개원할 때까지 사용하였다.

## 개원
- 천보(天輔) 7년 9월 16일[1](1123년 10월 7일)에 연호를 천회(天會)로 개원함.[2][3][4]

- 천회(天會) 15년 12월 26일[5](1138년 2월 7일)에 연호를 천권(天眷)으로 정하고, 다음 해 1월 1일[6](1138년 2월 12일)에 개원함.[7][8][4]

## 연대 대조표
| 천회       | 원년           | 2년        | 3년        | 4년             | 5년             | 6년        | 7년        | 8년        | 9년             | 10년       |
| 서기(西紀) | 1123년         | 1124년     | 1125년     | 1126년          | 1127년          | 1128년     | 1129년     | 1130년     | 1131년          | 1132년     |
| 간지(干支) | 계묘(癸卯)     | 갑진(甲辰) | 을사(乙巳) | 병오(丙午)      | 정미(丁未)      | 무신(戊申) | 기유(己酉) | 경술(庚戌) | 신해(辛亥)      | 임자(壬子) |
| 북송(北宋) | 선화(宣和) 5년 | 6년        | 7년        | 정강(靖康) 원년 | 2년             | -          | -          | -          | -               | -          |
| 남송(南宋) | -              | -          | -          | -               | 건염(建炎) 원년 | 2년        | 3년        | 4년        | 소흥(紹興) 원년 | 2년        |
| 요(遼)     | 보대(保大) 3년 | 4년        | 5년        | -               | -               | -          | -          | -          | -               | -          |
| 천회       | 11년           | 12년       | 13년       | 14년            | 15년            |            |            |            |                 |            |
| 서기(西紀) | 1133년         | 1134년     | 1135년     | 1136년          | 1137년          |            |            |            |                 |            |
| 간지(干支) | 계축(癸丑)     | 갑인(甲寅) | 을묘(乙卯) | 병진(丙辰)      | 정사(丁巳)      |            |            |            |                 |            |
| 남송(南宋) | 소흥(紹興) 3년 | 4년        | 5년        | 6년             | 7년             |            |            |            |                 |            |

## 동시대 연호

### 중국
송(宋)
- 선화(宣和) (1119년 ~ 1125년)
- 정강(靖康) (1126년 ~ 1127년)
- 건염(建炎) (1127년 ~ 1130년)
- 명수(明受) (1129년)
- 소흥(紹興) (1131년 ~ 1162년)

요(遼)
- 보대(保大) (1121년 ~ 1125년)

서하(西夏)
- 원덕(元德) (1119년 ~ 1127년)
- 정덕(正德) (1127년 ~ 1134년)
- 대덕(大德) (1135년 ~ 1139년)

대리국(大理國)
- 가영(嘉永) (1122년 ~ 1128년)
- 보천(保天) (1129년 ~ 1137년)

서요(西遼)
- 연경(延慶) (1124년 ~ 1133년)
- 강국(康國) (1134년 ~ 1143년)

유제(劉齊)
- 부창(阜昌) (1130년 ~ 1137년)

기타
- 종상(鍾相) 천재(天載) (1130년)
- 양요(楊幺) 대성천왕(大聖天王) (1133년 ~ 1135년)

### 베트남
- 티엔푸주에부(天符睿武) (1120년 ~ 1126년)
- 티엔푸카인토(天符慶壽) (1127년)
- 티엔투언(天順) (1128년 ~ 1132년)
- 티엔쯔엉바오뜨(天彰寶嗣) (1133년 ~ 1138년)

### 일본
- 호안(保安) (1120년 ~ 1124년)
- 덴지(天治) (1124년 ~ 1126년)
- 다이지(大治) (1126년 ~ 1131년)
- 덴쇼(天承) (1131년 ~ 1132년)
- 조쇼(長承) (1132년 ~ 1135년)
- 호엔(保延) (1135년 ~ 1141년)

## 같이 보기
- 다른 왕조의 같은 연호
  - 북한(北漢) 천회(天會, 957년 ~ 974년)

- 중국의 연호 목록